# Pocuzia
La Pocuzia (in ucraino Покуття?, Pokuttja,in romeno Pocuţia; in polacco Pokucie) è un territorio storico nell'Europa Centrale, popolato da Ucraini e Rumeni. Ha fatto parte della Moldavia fino al XVI secolo.

## Storia

La Pocuzia parte del Principato di Moldavia al tempo del voivoda (principe) Ştefan cel Mare.

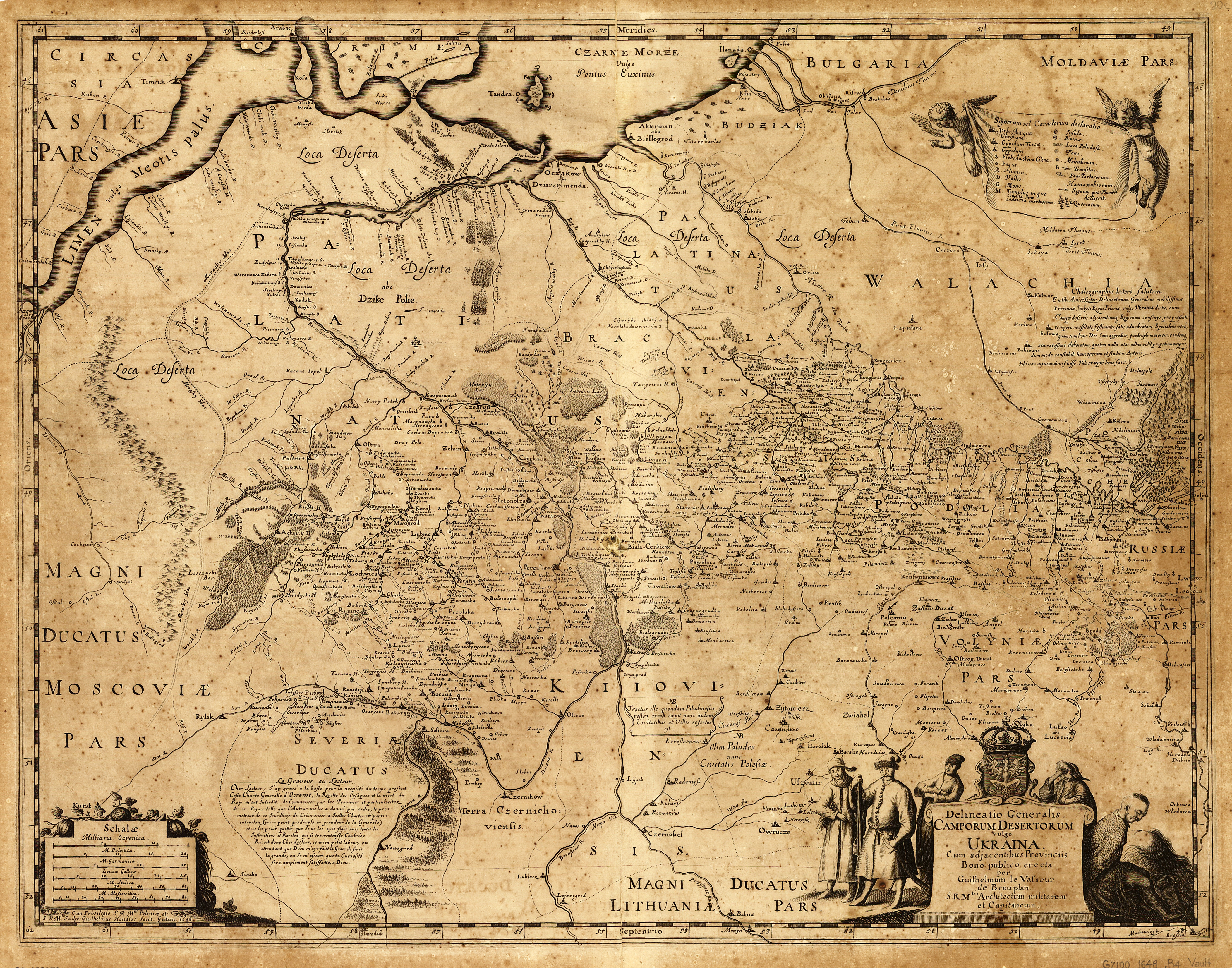
La Pocuzia parte della Confederazione polacco-lituana al tempo del sovrano Ladislao IV Vasa.

Già parte della Rus' di Kiev, la Pocuzia divenne parte del Principato di Galizia-Volinia alla fine del XIII secolo. L'area venne poi occupata dal Regno di Polonia nel 1325 e formalmente annessa dal sovrano Casimiro III di Polonia nel 1349. Nel 1388, Ladislao II di Polonia risolse di cedere il controllo della Pocuzia a Petru I di Moldavia, al fine di cattivarsene l'appoggio contro i Cavalieri Teutonici, senza però ratificare una secessione formale: l'area divenne quindi soggetta alla sovranità moldava, restando parte del regno polacco.
Nel 1485, il voivoda (principe) Stefano III di Moldavia, bisognoso di alleati contro i sempre più potenti ottomani, accettò di fare formale atto di sottomissione a Casimiro IV di Polonia in quanto suo "signore" per la Pocuzia. Una dozzina d'anni dopo, il sovrano Giovanni I Alberto di Polonia, inizialmente alleato del principe Stefano, gli mosse guerra (v. Guerra polacco-moldava, 1497), senza però riuscire a sconfiggerlo. In risposta all'aggressione polacca, nel 1498 Stefano di Moldavia annesse la Pocuzia. L'area venne riconquistata dall'etmano polacco Jan Tarnowski dopo la Battaglia di Obertyn (1531), durante la quale stroncò l'esercito del figlio di Stefano, il voivoda Petru IV Rareș.